# Augustus Mongrédien
Augustus Mongrédien ou Mongredien est un homme d'affaires, un économiste et un joueur d'échecs amateur anglais né le 17 mars 1807 à Londres et mort le 30 mars 1888 à Forest Hill. Bien que joueur d'un niveau modeste, il affronta tous les meilleurs joueurs d'échecs de son temps.

## Biographie
Augustus Mongrédien était le fils d'un réfugié de la Révolution française. Il fut président du club d'échecs de Londres (le London Chess Club) de 1839 à 1870 et en même temps du club de Liverpool. 
Ses descendants enlevèrent par la suite l'accent de leur nom. Parmi eux, son fils Auguste Mongredien junior, né en 1845, était également joueur d'échecs et son petit-fils Alfred Wornum Mongredien (1877-1954) fut un problémiste qui passa une grande partie de sa vie en France.

## Rencontres avec les meilleurs joueurs du monde
D'un niveau moyen, Mongredien joua contre tous les meilleurs joueurs de son époque. Lors d'une tournée en Allemagne, il fit match nul contre Karl Mayet (3,5 à 3,5) en 1845. Il perdit des matchs 
- contre Pierre Saint-Amant (0-2) en 1843 (match à handicap) et 1846 (partie amicale),
- contre Howard Staunton (matchs à handicap) en 1843 et 1845,
- contre Ludwig Bledow (4 à 7 et une nulle) en 1845,
- contre Daniel Harrwitz en 1848 (match à handicap) et en 1860 (0,5 à 7,5)
- contre Adolf Anderssen en 1851 (match amical),
- contre Carl Jaenisch en 1851,
- contre Paul Morphy en 1858 (match amical) et en 1859 (0,5 à 7,5),
- contre Wilhelm Steinitz (0 à 7) en 1863.

Lors du tournoi d'échecs de Londres 1862, Mongredien finit dans les dernières places avec seulement trois victoires (dont une par forfait) et dix défaites.